# Tenor ligero
El tenor ligero (it.: tenore leggero, también: tenore di grazia, al: Evangelist) es un matiz dentro de la tesitura vocal de tenor. La voz del tenor ligero es caracterizada por llegar a las notas entre sol 4 y do 5 sin entrar en el registro sobreagudo. Con grabaciones antiguas, se comprueba que había tenores ligeros de la escuela italiana que tenían un sonido casi femenino en sus agudos. Un ejemplo típico, y a la vez una prueba de la excelencia del bel canto es el italiano Dino Borgioli (1890-1960).
Con frecuencia los papeles de tenor ligero requieren un alto grado de agilidad, pero no exigen fuertes acentos dramáticos ya que la música barroca y las óperas del bel canto contaban con orquestas pequeñas. En el barocco, el tenor ligero era el narrador en obras de tipo oratorio desde Heinrich Schütz a Johann Sebastian Bach. En el bel canto, el tenor ligero era el ideal del tenor protagónico. En las últimas óperas de Rossini, escritas en París para el gusto de los visitantes de la grand opera (Le comte d'Ory, Guillaume Tell) el tenor ligero fue remplazado por el tenor lírico quien podía cantar el do como nota de sobreagudo con alta proporción de voz de pecho. Ese tipo de tenor lírico reemplazaba al tenor ligero como primo uomo.
Tenores famosos considerados ligeros del siglo XX y XXI son: Luis Alva, Rockwell Blake, Francisco Araiza, y Juan Diego Flórez.

## Roles típicos
Roles de tenor lírico-ligero en la ópera y en operetas son:
| - Conde Almaviva, El barbero de Sevilla (Rossini)Luis Alva - Belmonte, El rapto en el serrallo (Mozart) - Ernesto, Don Pasquale (Donizetti) - Ferrando, Così fan tutte (Mozart) | - Lindoro, L'italiana in Algeri (Rossini) - Don Ottavio, Don Giovanni (Mozart) - Don Ramiro, La Cenerentola (Rossini) - Tonio, La fille du régiment (Donizetti) |

Dentro de la música barroca, cabe destacar igualmente al Evangelista de Johann Sebastian Bach, tanto en la Pasión según San Mateo como en la Pasión según San Juan, y en las varias cantatas que compuso.